# Боливар (окръг, Мисисипи)
Вижте пояснителната страница за други значения на Боливар.
Окръг Боливар (на английски: Bolivar County) е окръг в щата Мисисипи, Съединени американски щати. Площта му е 2347 km², а населението - 40 633 души (2000). Административни центрове са градовете Роуздейл и Кливланд.